# 陳天賜 (企業家)
陳天賜出生於台灣日治時期的臺灣煤礦經營者，也是今新北市三峽區地方耆老，對於三峽貢獻甚多且廣，是地方上的重要人物。

## 礦業生涯
- 1944年擔任由黃欉代理臺陽礦業公司的海山二坑分坑經理[1]
- 1960年與黃欉之子黃忠臣共同經營海山一坑煤礦

## 地方政治活動
- 1947年和李梅樹共同擔任三峽長福巖重建委員會要角，李梅樹為主任委員、陳天賜為副主任委員[2]。
- 1951年─1953年，任職三峽調解委員會主委。
- 1989-1999年，擔任財團法人三峽長福巖祖師廟6-7屆董事長。
- 1993年三峽祖師廟董事會醞釀遣散所有雕刻師傅，經祖師廟董事長陳天賜同意繼續聘用[3]。